# Wałsza
Wałsza (niem. Walsch) – rzeka na Warmii. 
- źródła: południowe stoki Góry Zamkowej okolice miejscowości Dzikowo Iławeckie w gminie Górowo Iławeckie
- długość: 67 km
- powierzchnia dorzecza: 406,4 km²
- średni przepływ: 1 m³/s
- maksymalny przepływ: 11,5 m³/s
- uchodzi do rzeki Pasłęki

Rzeka Wałsza jest najdłuższym dopływem Pasłęki. 
W środkowym biegu płynie w głęboko wciętej dolinie (szerokość 80-150 m, głębokość) i ma na niektórych odcinkach charakter rzeki górskiej. Spadek dochodzi do 5,13%.
Poniżej zapory elektrowni wodnej w Pieniężnie, rzeka wcina się głęboko w podłoże wysoczyzny morenowej tworząc malowniczy jar należący do krajobrazowego rezerwatu przyrody "Dolina Rzeki Wałszy".
W XIII wieku nad Wałszą znajdowały się pruskie związki terytorialno-osadnicze Wewa i Plut (dzisiejsze Pieniężno i Pluty), które wchodziły w skład terytorium Warmów. Po utworzeniu Warmii ziemie te weszły w skład komornictwa melzackiego (pieniężnieńskiego) zarządzanego przez kapitułę warmińską. 
Nazwę Wałsza wprowadzono urzędowo w 1949 roku, zastępując poprzednią niemiecką nazwę jeziora – Walsch Fluss.
Miejscowości leżące nad Wałszą: Kandyty, Grotowo, Pluty, Pieniężno i Bornity